# NGC 1697
NGC 1697 је расејано звездано јато у сазвежђу Златна риба које се налази на NGC листи објеката дубоког неба.
Деклинација објекта је - 68° 33' 29" а ректасцензија 4h 48m 36,4s. Привидна величина (магнитуда) објекта NGC 1697 износи 12,6 а фотографска магнитуда 13,2. NGC 1697 је још познат и под ознакама ESO 56-SC5.